# Hypnales
Hypnales är en ordning i klassen egentliga bladmossor. Arterna finns över hela världen och de är inte sällsynta. Deras habitat är oftast skogar och träskmarker.
De äldsta kända fossilen av ordningen finns från tertiär. Hypnales är alltså en jämförelsevis ung växtgrupp.
Ordningen delas vanligen i 14 familjer. Medlemmar till alla familjer förekommer även i Europa. 
- Theliaceae
- Fabroniaceae
- Leskeaceae
- Thuidiaceae
- Pterigynandraceae
- Cratoneuraceae
- Amblystegiaceae
- Brachytheciaceae
- Entodontaceae
- Plagiotheciaceae
- Sematophyllaceae
- Hypnaceae
- Rhytidiaceae
- Hylocomiaceae

Andra forskare räknar upp till 35 familjer till ordningen.